# Florian Exner
Florian Exner (* 5. Oktober 1990 in Siegen) ist ein deutscher Fußballschiedsrichter.

## Werdegang
Exner war zunächst Fußballspieler bei seinem Heimatverein Blau-Weiß Beelen aus dem Kreis Warendorf. Als junger Erwachsener beendete er seine Spielerkarriere und wurde Schiedsrichter. Im Jahre 2014 stieg Exner in die viertklassige Regionalliga West auf und leitete auch einzelne Spiele in der A-Junioren-Bundesliga. Ab 2015 wurde Exner als Schiedsrichterassistent in der 3. Liga eingesetzt. Im Jahre 2017 leitete Florian Exner das Endspiel im Westfalenpokal zwischen dem SC Paderborn 07 und den Sportfreunden Lotte. Zwei Jahre später gelang Exner als Schiedsrichter der Aufstieg in die 3. Liga sowie als Schiedsrichterassistent der Sprung in die 2. Bundesliga. Es folgten Einsätze im DFB-Pokal. Zur Saison 2022/23 erfolgte dann der Aufstieg Exners als Schiedsrichter in die 2. Bundesliga.
Ab der Saison 2024/25 pfeift er in der Fußball-Bundesliga, nachdem er bereits in der Vorsaison am 7. April 2024 das Bundesligaspiel zwischen der TSG 1899 Hoffenheim und dem FC Augsburg testweise gepfiffen hatte.
Ebenfalls seit 2024 wird Exner auch international als Vierter Offizieller eingesetzt, erstmalig in der Qualifikation für die UEFA Conference League. Seinen ersten Einsatz in dieser Funktion in der UEFA Champions League hatte er am 2. Oktober 2024 bei der Partie Dinamo Zagreb gegen AS Monaco (2:2). Normalerweise erfolgt in Deutschland der internationale Einsatz als Vierter Offizieller erst nach frühestens zwei Saisons in der höchsten deutschen Spielklasse.

## Privates
Florian Exner studierte Rechtswissenschaft an der Universität Bielefeld und wurde dort promoviert. Er war parallel dazu wissenschaftlicher Mitarbeiter am Lehrstuhl für Strafrecht und Strafprozessrecht. Anschließend absolvierte Exner das Rechtsreferendariat am Landgericht Bielefeld. Im Jahre 2020 erhielt er die Zulassung als Rechtsanwalt. Er arbeitet hauptberuflich als Rechtsanwalt in Münster.